# 인액터스
인액터스(Enactus), 예전 이름 스튜던츠 인 프리 엔터프라이즈(Students In Free Enterprise, SIFE)는 1975년 미국 리더십 연구소(National Leadership Institute)가 설립하여 대학생들이 지역사회를 긍정적으로 변화시키고 사회적 책임감을 갖춘 차세대 비즈니스 리더로 성장하기 위해 기업 및 대학교와 협력하는 글로벌 비영리단체이다. 2012년 Worldcup(2012. 9. 30. ~ 10. 2., Washington D.C.)에서 사명을 Enactus(ENtrepreneurs in ACTion to US)로 변경하였다. 

SIFE의 criterion은 '어떤 사이프 팀이 경제적, 사회적, 환경적 요소를 고려하여 비즈니스 개념과 경제 개념을 적용하고 기업가적으로 접근하여 도움을 필요로 하는 사람들의 삶의 질과 생활 수준이 향상될 수 있도록 가장 효과적으로 능력과 동기를 부여하였는가?'이다. SIFE에 참여하는 학생들은 SIFE의 criterion에 맞춰 자신의 대학교 내에서 팀을 구성하고 비즈니스의 개념을 적용하여 도움이 필요한 지역사회 구성원들의 삶의 질을 향상시키는 프로젝트를 기획하고 실행한다.

현재 전 세계적으로 39개국 2,000여 대학 57,000명 이상의 학생들이 SIFE의 멤버로 활동 중이며 대한민국에서는 2005년 처음 시작되어 현재까지 30개 대학교, 약 2000명의 대학생들이 SIFE에 참여하고 있다.

SIFE는 2001년 이래로 매년 10월에 SIFE World Cup을 개최한다. 매년 SIFE가 위치한 각 국가에서 진행된 National Competition에서 우승한 챔피언 팀들이 모여 그 해의 세계 챔피언 팀을 뽑는다. SIFE 팀들은 각 팀이 프로젝트를 통해 1년 동안 이룩한 성과를 발표하고, SIFE의 criterion에 맞춰 전문적인 심사위원들의 평가를 받는다.